# Филиппенко, Александр Георгиевич
Алекса́ндр Гео́ргиевич Филиппе́нко (род. 2 сентября 1944, Москва) — советский и российский актёр театра и кино. Народный артист Российской Федерации (2000). Лауреат Государственной премии Российской Федерации (1998).
Играл в спектаклях московских театров Драмы и Комедии на Таганке, театра им. Е. Вахтангова, Гоголь-центр, Театр Моссовета. Сотрудничал с лекторием «Прямая речь», где проводил моноспектакли. В его сольных программах звучала проза Гоголя («Мёртвые души» с музыкантами Московской консерватории), Зощенко, Эрдмана, Довлатова, Солженицына, Филипенко. Записывал аудиокниги и аудиоспектакли.
В ноябре 2022 года уволился из театра Моссовета и уехал в Литву.

## Биография

### Ранние годы
Александр Филиппенко родился в Москве в семье преподавателей Московского института цветных металлов и золота имени М. И. Калинина Георгия Яковлевича и Валентины Ивановны Филиппенко. После переезда в Алма-Ату, где проживала семья отца, мать преподавала математику в Горно-металлургическом институте. Окончил школу № 54 в Алма-Ате с золотой медалью.
В 1967 году окончил Московский физико-технический институт, факультет молекулярной и химической физики (ФМХФ) по специальности «Физика быстропротекающих процессов». В 1967—1969 годах работал старшим инженером в Институте геохимии АН СССР.

### Актёрская карьера
С 1962 года — член студенческой команды КВН МФТИ (чемпионы Клуба 1962/1963). В 1964—1969 годах — актёр и режиссёр эстрадной студии «Наш дом» в студенческом театре МГУ.
В 1969—1975 годах — актёр Театра драмы и комедии на Таганке.
В 1974 году окончил Театральное училище имени Бориса Щукина и в 1975 году Филиппенко поступил в труппу Академического театра имени Евгения Вахтангова, где проработал 20 лет.
С 1996 по 2006 год — руководитель театра «Моно-Дуэт-Трио» при Москонцерте.
С 2006 по 2022 год — актёр Театра им. Моссовета.
С 2019 по 2022 год — актёр театра Гоголь-центр.
На эстраде исполнял произведения Н. В. Гоголя, А. Т. Аверченко, М. А. Булгакова, С. Д. Довлатова, М. М. Зощенко, А. П. Платонова, А. И. Солженицына, А. В. Кольцова. В 2014 году принял участие в проекте «Быть поэтом!», прочитав стихотворения Сергея Есенина и Евгения Евтушенко. В 2015 году принял участие в театрализованных онлайн-чтениях произведений А. П. Чехова «Чехов жив».

Снялся более чем в 100 фильмах. Александр Филиппенко дважды снялся в экранизации «Мастера и Маргариты»: в 1994 году у Юрия Кары в роли Коровьева, в 2005 году у Владимира Бортко в роли Азазелло.

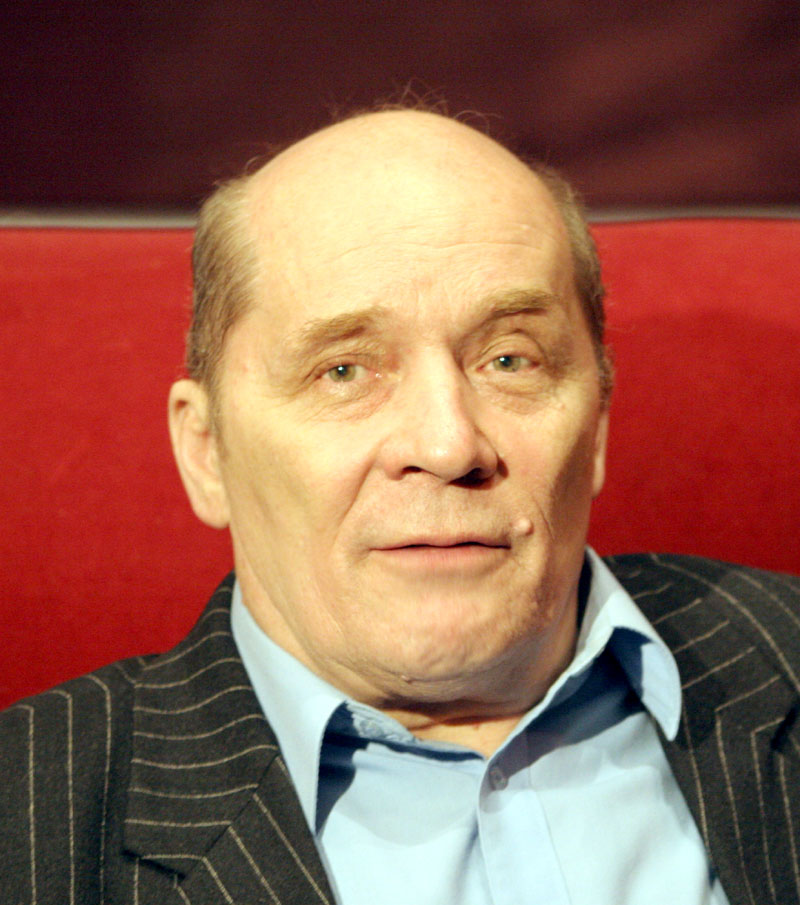
Александр Филиппенко после моноспектакля «У автора в плену», 2007

### Взгляды и общественная позиция
Александр Филиппенко неоднократно принимал участие в правозащитных акциях, выступал в поддержку политзаключённых, высказывался за освобождение Светланы Бахминой, Олега Навального, Кирилла Серебренникова, Олега Сенцова, фигурантов Болотного дела и других узников. Также Филиппенко неоднократно критически высказывался о Владимире Путине.
В 2001 году актёр подписал открытое письмо в защиту телекомпании НТВ.
В 2003 году был среди деятелей культуры и науки, призвавших российские власти остановить войну в Чечне и перейти к переговорному процессу.
Поддерживал создание мемориала памяти жертв сталинских репрессий.
В 2014 году вместе с рядом других деятелей культуры выразил своё несогласие с аннексией Крыма Россией.
В 2020 году участвовал в онлайн-чтениях романа белорусского писателя Саши Филипенко «Бывший сын» в знак солидарности с белорусами.
19 мая 2022 года, в день вышиванки, опубликовал в Facebook свою фотографию в вышиванке. С организацией сольных концертов Филиппенко начали возникать сложности, а в ноябре 2022 года Театр имени Моссовета не продлил с ним контракт из-за антивоенной позиции; после чего Филиппенко покинул Россию и поселился в Литве.

## Признание и награды
- 1989 — Заслуженный артист РСФСР
- 1999 — Государственная премия Российской Федерации за моноспектакль «Мёртвые души»
- 2000 — Народный артист Российской Федерации[27].
- 2010 — Лауреат Царскосельской художественной премии
- 2020 — Лауреат премии «Звезда театрала»[28] за роль в спектакле «Палачи», режиссёр Кирилл Серебренников.
- Награды на фестивалях моноспектаклей в городах Хеб (Чехия), Клайпеда (Литва), Пермь (Россия)

## Работы

### Театр
Дом пионеров, Алма-Ата
- 1959 — «Солдат и змея» Тамары Габбе

Театр на Таганке
- «Гамлет»
- «10 дней, которые потрясли мир»
- «Товарищ, верь!»
- «Пугачёв»
- «Тартюф»
- «Час пик»

Театр имени Е. Б. Вахтангова
- «Русские водевили»
- «Ричард III»
- «Игроки»
- «Брестский мир»
- «Кабанчик»
- «Уроки мастера»

Сатирикон
- 1998 — «Гамлет» У. Шекспира; режиссёр Роберт Стуруа — Дух отца Гамлета / Клавдий

Московский театр «Et Cetera» под руководством А. Калягина
- 2000 — «Шейлок» У. Шекспира; режиссёр Роберт Стуруа — Антонио

Московский театр-студия под руководством Олега Табакова
- «На дне» М. Горького — Сатин

Московский театр эстрады
- 2001 — «Труп на теннисном корте» Э. Шеффера; режиссёр Евгений Каменькович

Театр «Практика»
- Моноспектакль «Продукт» Марка Равенхила, режиссёр — Александр Вартанов
- Моноспектакль «Один день Ивана Денисовича» Александра Солженицына

Филиппенко не переделывает, не использует на благо некой сиюминутной концепции текст знаменитой повести <…>. Он просто его целиком читает. И <…> не просто читает, а перевоплощается в каждого героя — легко и без нажима.
Современник
- 2009 — «Сон Гафта, пересказанный Виктюком» по пьесе В. Гафта; режиссёр Роман Виктюк
- 2010 — «Скрытая перспектива» по пьесе Дональда Маргулиса; режиссёр Евгений Арье

Театр имени Моссовета
- 2006 — «Предбанник» И. Вацетиса; режиссёр Сергей Юрский — Батенин / Акимов
- 2009 — «Дядя Ваня» А. Чехова; режиссёр Андрей Кончаловский — профессор Серебряков
- 2011 — «Три Сестры» А. Чехова; режиссёр Андрей Кончаловский — доктор Чебутыкин
- 2015 — «Один день Ивана Денисовича» Солженицын, Александр Исаевич моноспектакль

Школа драматического искусства
- 2016 — «Последнее свидание в Венеции» Хемингуэй, Эрнест; режиссёр Дмитрий Крымов — полковник Ричард Кантуэлл

Моноспектакли
- 1978 — «Взрослая дочь молодого человека», моноспектакль по мотивам пьесы Виктора Славкина; режиссёр Марк Розовский. Монолог стал известен после эфира в телевизионной передаче «Вокруг смеха» под названием «„Козёл“ на саксе»
- «Поезд на Чаттанугу, или Когда мы были молодые», литературно-музыкальное шоу из произведений Виктора Славкина, Михаила Жванецкого, Аркадия Аверченко, Михаила Зощенко
- 1988, 18 мая — «Мёртвые души. Последние главы…», моноспектакль по поэме Николая Гоголя; режиссёр Марк Розовский. Премьера состоялась на сцене Московского драматического театра имени К. С. Станиславского
- 1989 — «Не надо бороться за чистоту — надо подметать», вечер советской сатиры, состоящий из рассказов Михаила Зощенко «Происшествие на Волге», «Кошка и люди», «Мелкий случай из личной жизни», серии фельетонов Михаила Кольцова и повести Андрея Платонова «Город Градов». В спектакле участвует ансамбль современной музыки «Три О»; режиссёр Марк Розовский
- 1995 — «Путь Поэта», моноспектакль к 100-летию Сергея Есенина
- 2000 — «Чемодан проблем 2000» по произведению Бориса Акунина
- 2001 — «Есенин без женщин», поэтическая программа из гражданской лирики Сергея Есенина; режиссёр Константин Худяков
- 2007 — «Демарш Энтузиастов», литературно-музыкальная композиция по произведениям Василия Аксёнова, Михаила Жванецкого, Владимира Высоцкого, Сергея Довлатова; режиссёр Марина Ишимбаева
- 2008 — «Смех отцов», вечер советской сатиры, состоящий из рассказов Михаила Зощенко, серии фельетонов Михаила Кольцова басен Николая Эрдмана, отрывка из «Мёртвых душ» и «Театрального разъезда» Николая Гоголя повести Андрея Платонова «Город Градов» и рассказа «Представление» Сергея Довлатова.
- 2010 — «Tribute», вечер-посвящение Иосифу Бродскому, Вацлаву Гавелу, Славомиру Мрожеку, Юрию Левитанскому, Сергею Довлатову
- 2014 — «Мёртвые души», литературно-музыкальная композиция по последним главам романа Николая Гоголя
- 2016 — «У автора в плену», киновечер по произведениям Михаила Булгакова, Михаила Зощенко, Иосифа Бродского, Юрия Левитанского; режиссёр Марина Ишимбаева
- 2017 — «Здравствуйте, Михаил Михаилович» — по произведениям М. М. Зощенко и М. М. Жванецкого

Гоголь-центр
- 2019 — «Палачи» (Мартин Макдонах); режиссёр Кирилл Серебренников — Батя

### Фильмография
| Год       |     | Название                                                       | Роль |
| --------- | --- | -------------------------------------------------------------- | --- |
| 1969      | ф   | Я его невеста                                                  | Владимир Харламов, монтёр, подсудимый |
| 1969      | ф   | Гори, гори, моя звезда                                         | «стрелок», белый офицер |
| 1970      | ф   | Внимание, черепаха!                                            | командир головного танка |
| 1971      | ф   | Бумбараш                                                       | Стригунов («Феномен»), белогвардеец |
| 1972      | ф   | Синие зайцы, или Музыкальное путешествие                       | Саша, клоун |
| 1973      | кор | Остановите Потапова!                                           | Ермоленко, коллега Потапова |
| 1974      | ф   | Рождённая революцией (серии № 7—10)                            | лже-Санько / Родион Константинович Гусаков |
| 1975      | ф   | Клад                                                           | Арслан Шалимович Губайдулин |
| 1977      | с   | Хождение по мукам (серия № 9 «Рощин»)                          | Василий Теплов, белый офицер |
| 1978      | кор | На дне                                                         | Михаил Иванович Костылёв, содержатель ночлежки |
| 1978      | ф   | В день праздника                                               | Козлов, бригадир шахтёров |
| 1979      | ф   | Утренний обход                                                 | Игорь Петрович Букин, молодой врач |
| 1980      | ф   | Кто заплатит за удачу?                                         | Коньков, следователь контрразведки |
| 1981      | ф   | Бросок                                                         | Семён Семёнович Калиткин, прапорщик советских пограничных войск                                                                                             |
| 1981      | ф   | Ошибка Тони Вендиса                                            | Чарлз Александр Сван |
| 1982      | ф   | Там, на неведомых дорожках…                                    | Кощей Бессмертный |
| 1982      | ф   | Звезда и смерть Хоакина Мурьеты                                | «Смерть» |
| 1982      | ф   | Возвращение резидента                                          | командир отряда наёмников |
| 1983      | ф   | Раннее, раннее утро                                            | Меркурий, полицейский провокатор |
| 1983      | ф   | Баллада о доблестном рыцаре Айвенго                            | Вамба, шут |
| 1983      | ф   | Компаньоны                                                     | Ллойд |
| 1983      | ф   | Торпедоносцы                                                   | генерал-майор авиации, командующий авиацией Северного флота                                                                                                 |
| 1983      | ф   | Последний довод королей                                        | Джигс Кейси, полковник, начальник объединённого штаба |
| 1983      | ф   | Приступить к ликвидации                                        | Андрей Дмитриевич Блинов («Копчёный»), «вор в законе» |
| 1984      | ф   | Вера. Надежда. Любовь                                          | Константинов, белый офицер |
| 1984      | ф   | Мой друг Иван Лапшин                                           | Занадворов, отец рассказчика |
| 1984      | ф   | Медный ангел                                                   | Сантильяна, полицейский комиссар |
| 1984      | ф   | Семь стихий                                                    | Олег Янков, учёный |
| 1985      | с   | Противостояние                                                 | Роман Кириллович Журавлёв, ветеринар |
| 1985      | ф   | Чёрная стрела                                                  | Ричард Глостер, герцог, будущий король Англии |
| 1985      | ф   | Аплодисменты, аплодисменты…                                    | Вадим Петрович Гончаров, муж артистки эстрады Валерии Васильевны Гончаровой (роль озвучил Иван Краско)                                                      |
| 1985      | ф   | Софья Ковалевская                                              | Фёдор Михайлович Достоевский |
| 1985      | ф   | Из жизни Потапова                                              | Сан Саныч Потапов, учёный-конструктор |
| 1985      | ф   | Битва за Москву                                                | Дмитрий Григорьевич Павлов, генерал армии, командующий Западным фронтом                                                                                     |
| 1985      | ф   | О возвращении забыть                                           | Антон Васильевич Исаев, командир советской подводной лодки «С-31» (прототип — капитан 3-го ранга Александр Иванович Маринеско; роль озвучил Сергей Шакуров) |
| 1985      | ф   | Золотая рыбка (телеспектакль)                                  | рассказчик истории о собрании с кинопоказом |
| 1986      | ф   | Мост через жизнь                                               | Евгений Оскарович Патон, советский учёный-механик и инженер (роль озвучил Александр Демьяненко)                                                             |
| 1986      | ф   | Я сделал всё, что мог                                          | Леонид Жилин, начальник госпиталя |
| 1986      | ф   | Путешествие мсье Перришона                                     | Иммерталь |
| 1987      | ф   | Визит к Минотавру                                              | Григорий Петрович Белаш, настройщик роялей |
| 1987      | ф   | Очи чёрные                                                     | чиновник в Петербурге |
| 1988      | ф   | Наш бронепоезд                                                 | Юрий Петров |
| 1988      | ф   | Гулящие люди                                                   | Таисий, монах |
| 1988      | ф   | Убить дракона                                                  | оружейник, кузнец |
| 1989      | ф   | Трудно быть богом                                              | дон Рэ́ба |
| 1989      | ф   | Убегающий август                                               | Борис Краснов |
| 1990      | ф   | Под северным сиянием                                           | Имя персонажа не указано |
| 1990      | ф   | Яма                                                            | актёр |
| 1990      | ф   | Мария Магдалина                                                | священник |
| 1990      | ф   | Мать Урагана                                                   | Иероним Флориан Радзивилл, князь |
| 1990      | ф   | Шаги императора                                                | Павел I |
| 1991      | ф   | И превращается ветер                                           | прохожий |
| 1991      | ф   | Ближний круг                                                   | Хитров, майор (роль озвучил Борис Быстров) |
| 1991      | ф   | Женщина для всех                                               | бывший муж Анны Павловны (роль озвучил Виктор Сарайкин) |
| 1991      | ф   | Преступление лорда Артура                                      | Поджерс, хиромант |
| 1992      | ф   | Отшельник                                                      | Имя персонажа не указано |
| 1992      | ф   | Безумные макароны, или Ошибка профессора Бугенсберга (Украина) | «Очевидное зло» |
| 1992      | ф   | Одна на миллион                                                | Григорий Михайлович Комаров, главный врач психиатрической больницы, друг автогонщика Бориса Кузнецова                                                       |
| 1992      | ф   | Бесы                                                           | учитель |
| 1992      | с   | Азбука любви                                                   | Шурик |
| 1993      | ф   | Я сама                                                         | Воронцов, следователь |
| 1993      | ф   | Аномалия                                                       | Хайрам |
| 1993      | ф   | Трагедия века                                                  | Дмитрий Григорьевич Павлов, генерал армии, хроника из «Битвы за Москву»                                                                                     |
| 1993      | ф   | Убийство в Саншайн-Менор                                       | Бен Паркер, инспектор полиции |
| 1993      | ф   | Не стреляйте в пассажира!                                      | главный редактор |
| 1994      | ф   | Мастер и Маргарита                                             | Коровьев-Фагот, демон-рыцарь из свиты Воланда |
| 1995      | ф   | Игра воображения                                               | Лампасов |
| 1995      | ф   | Великий полководец Георгий Жуков                               | Дмитрий Григорьевич Павлов, генерал армии, хроника из «Битвы за Москву                                                                                      |
| 1996      | ф   | Карьера Артуро Уи. Новая версия                                | Артуро Уи, главарь гангстеров |
| 1998      | ф   | Князь Юрий Долгорукий                                          | Филька, шут |
| 2000      | ф   | Романовы. Венценосная семья                                    | Владимир Ильич Ленин |
| 2001      | с   | Русский водевиль (фильм «Аз и ферт»)                           | Мордашкин, старый вояка, отец Акулины |
| 2002      | ф   | Леди на день                                                   | Альфонсо Ромеро, граф |
| 2002      | ф   | Следствие ведут ЗнаТоКи. Дело № 23 «Третейский судья»          | Ландышев, «страховщик» / Крысин |
| 2003      | ф   | Тартарен из Тараскона                                          | Костекальд, хозяин похоронного бюро |
| 2003—2004 | с   | Бедная Настя                                                   | Андрей Платонович Забалуев, уездный предводитель дворянства                                                                                                 |
| 2005      | с   | Мастер и Маргарита                                             | Азазелло, демон-убийца из свиты Воланда |
| 2005      | с   | Брежнев                                                        | Георгий Карпович Цинёв, генерал армии, давний друг Леонида Ильича Брежнева                                                                                  |
| 2005      | ф   | Сага древних булгар. Лествица Владимира Красное Солнышко       | Ярополк Святославович. брат Владимира Святославича / Святополк Окаянный, сын Ярополка Святославовича                                                        |
| 2006      | ф   | Азирис Нуна                                                    | Неменхотеп IV, фараон |
| 2006      | с   | Вепрь                                                          | Паскевич, старший следователь КГБ СССР, бывший офицер ОГПУ при НКВД                                                                                         |
| 2006      | с   | Театр обречённых                                               | Станислав Янович Фишер, гипнотизёр |
| 2006      | ф   | Адъютанты любви                                                | Борис Александрович Курагин, князь, крёстный отец Петра Черкасова                                                                                           |
| 2007      | с   | Ленинград                                                      | Аркатов |
| 2007      | ф   | Заговор                                                        | Дмитрий Петрович Косоротов, русский врач, судебный медик |
| 2008      | с   | Одна ночь любви                                                | Илларион Забелин, князь, вдовец, отец Александры Забелиной                                                                                                  |
| 2008      | с   | Моя прекрасная няня                                            | Владимир Владимирович Прутковский, отец Виктории |
| 2010      | ф   | Счастливый конец                                               | старый член, библиотекарь |
| 2011      | ф   | Пётр Первый. Завещание                                         | Пётр Андреевич Толстой, граф, сподвижник Петра Великого |
| 2020      | с   | Алиса                                                          | Семён Игнатьевич |
| 2021      | ф   | Чемпион мира                                                   | Леонид Ильич Брежнев |
| 2023      | ф   | Пациент №1                                                     | Константин Устинович Черненко, главный герой |

### Озвучивание

#### Дублирование
- 1994 — Простодушный — сын судьи (роль Мамуки Кикалейшвили)
- 2004 — Полярный экспресс — Кондуктор, Санта Клаус, Призрак на крыше и др.[31]
- 2006 — Чемоданы Тульса Люпера: Моавитская история — Айвар Люпер[32]
- 2007 — Покахонтас (1995) — Паухатан — вождь, отец Покахонтас[33]
- 2009 — Рождественская история — Эбенезер Скрудж[34]
- 2019 — Король Лев — Рафики[35]

#### Мультфильмы
- 1985 — Крылья, ноги и хвосты — читает текст
- 1986 — Недоразумение («Весёлая карусель», выпуск № 18) — читает текст
- 1987 — Помощники Гефеста — читает текст
- 1988 — Загадка («Весёлая карусель», выпуск № 19) — читает текст
- 1989 — Сегодня в нашем городе — читает текст
- 1990 — Однажды («Весёлая карусель», выпуск № 21) — читает текст
- 1990 — По следам Бамбра — Охотник
- 1991 — Ловушка для Бамбра — Охотник
- 1992 — Леато и Феофан: Партия в покер — барон Мозгарель и другие персонажи
- 2004 — Про Ивана-дурака — все мужские роли / читает текст
- 2005 — Басни для зайцев — читает текст
- 2007 — Элька — Полярник

#### Аудиокниги
- Борис Акунин «Азазель»
- Борис Акунин «Пиковый валет»
- Борис Акунин «Кладбищенские истории»
- Борис Акунин «Нефритовые чётки»
- «Не надо бороться за чистоту — надо подметать» (произведения Михаила Зощенко, Михаила Кольцова, Андрея Платонова)
- 2002 — Леонид Филатов «Про Федота-Стрельца, удалого молодца» — Рассказчик — аудиоспектакль
- 2007 — Станислав Лем «Солярис»
- 2011 — Чарльз Диккенс «Рождественская песнь в прозе»
- Борис Акунин «Планета Вода (рассказ „Куда ж нам плыть?“)»[источник не указан 1015 дней]
- Борис Акунин «Сказки народов мира»[36] (Еврейская сказка)

### Работа на телевидении
- 1975—1977 — «АБВГДейка» (премьерные 20 серий) — клоун Саня
- 2006 — «Форт Боярд» — старец Фура[37]

## Семья
Отец — Георгий Яковлевич Филиппенко (1914—1971), преподаватель Московского института цветных металлов и золота имени М. И. Калинина.
Мать — Валентина Ивановна Филиппенко (урождённая Барсукова, 1918—2000), преподаватель Московского института цветных металлов и золота имени М. И. Калинина, преподавала математику в Алма-Атинском Горно-металлургическом институте.
Первая жена (с 1975 по 1978 год) — Наталья Михайловна Зимянина (род. 1949), российский педагог и музыкальный критик, переводчик.
Дочь — Мария Александровна, филолог, журналист, преподаватель. Сын — Павел Александрович, музыкант, экс-вокалист группы «I. F. K.», лидер группы «F.A.Q.», музыкальный продюсер.
Вторая жена (с 1978 года) — Марина Рауфовна Ишимбаева (род. 1951), советский и российский режиссёр телевидения.
Дочь — Александра Филиппенко (род. 15 августа 1985), политолог, американист, кандидат исторических наук, старший научный сотрудник Института США и Канады РАН, театральный продюсер, одна из ведущих The Breakfast Show на канале Александра Плющева.